# École de droit du Ghana
Pour les articles homonymes, voir GSL.
L' École de droit du Ghana (Ghana School of Law, GSL) est un établissement d'enseignement au Ghana pour la formation des avocats. L'école est la seule à offrir une formation aux diplômés en droit du programme Barrister at Law.  

## Histoire
Le cours de droit professionnel est conçu pour les diplômés en droit qui ont obtenu un diplôme de LLB et ont réussi l'examen d'entrée. À l'issue de ce cours, le diplômé est qualifié pour pratiquer le droit au Ghana. Jusqu'à la création de la GSL en 1958, tous les avocats du Ghana étaient formés à l'étranger, presque toujours au Inns of Court en Angleterre. Par convention, tous les avocats admis à pratiquer au Ghana deviennent automatiquement membres de l'Association du barreau du Ghana.  
Le campus principal de la GSL se trouve à Makola à Accra. D'autres campus satellites ont également été créés par la suite à l'université des sciences et technologies Kwame Nkrumah à Kumasi pour y ouvrir une deuxième faculté de droit. Et enfin au campus du Ghana Institute of Management and Public Administration (GIMPA) près de Legon. Le campus de Kumasi du GSL a été officiellement inauguré en novembre 2010 par la juge Georgina Wood, juge en chef de la République du Ghana.  

## Personnalités liées
- Sophia Ophilia Adjeibea Adinyira
- Mabel Agyemang
- Marietta Brew Appiah-Oppong
- Agnes Dordzie
- Pauli Murray
- Sandra Opoku
- Hanna Tetteh
- B. J. Da Rocha (en)
- Peter Ala Adjetey (en)
- Vincent Cyril Richard Arthur Charles Crabbe (en)
- Charlotte Osei, ancienne élève